# 鈴木富久
鈴木 富久（すずき とみひさ、1945年(昭和20年) - ）は、日本の社会学者、桃山学院大学名誉教授。
愛知県名古屋市生まれ。工業高校卒業後、民間企業に数年間勤務、1975年愛知大学法経学部経済学科（夜間）卒、1980年立命館大学大学院社会学研究科博士課程単位取得退学。1991年桃山学院大学社会学部助教授、教授。2016年定年退職、名誉教授。2010年「グラムシ『獄中ノート』の学的構造」で立命館大学博士（社会学）。

## 著書
- 『グラムシ『獄中ノート』の学的構造』御茶の水書房、2009
- 『グラムシ『獄中ノート』研究 思想と学問の新地平を求めて』大月書店、2010
- 『アントニオ・グラムシ 『獄中ノート』と批判社会学の生成』東信堂 シリーズ世界の社会学・日本の社会学、2011

共編
- 『グラムシ思想のポリフォニー 現代性と古典性のインターフェース』松田博共編 法律文化社、1995

## 参考
- [ISBN　978-4-7989-0036-0]
- J-GLOBAL
- 桃山学院大学